# Rock On!!
Rock On!! è un film indiano del 2008 diretto da Abhishek Kapoor.

## Colonna sonora
Tutte le musiche sono state composte da Shankar-Ehsaan-Loy; testi di Javed Akhtar.

1. Socha Hai – 4:11 – Farhan Akhtar
2. Pichle Saat Dinon Mein – 3:12 – Farhan Akhtar
3. Rock On!! – 3:55 – Farhan Akhtar
4. Yeh Tumhari Meri Baatein – 5:29 – Dominique Cerejo
5. Zehreelay – 3:42 – Suraj Jagan
6. Tum Ho Toh – 4:15 – Farhan Akhtar
7. Sinbad The Sailor – 6:32 – Farhan Akhtar, Raman Mahadevan
8. Pichle Saat Dinon Mein (Live Version) – 6:35 – Farhan Akhtar
9. Phir Dekhiye – 3:27 – Caralisa Monteiro

## Premi
- National Film Awards
  - "Best Feature Film in Hindi", "Best Supporting Actor" (Arjun Rampal)
- Filmfare Awards
  - "Best Supporting Actor" (Arjun Rampal), "Best Male Debut" (Farhan Akhtar), "Best Actress (Critic's Choice)" (Shahana Goswami), "Best Story" (Abhishek Kapoor), "Best Cinematogpher" (Jason West), "Best Sound Design" (Vinod Subramanian), "Special Performance Award" (Purab Kohli)
- International Indian Film Academy Awards
  - "Best Supporting Actor" (Arjun Rampal), "Star Debut of the Year - Male" (Farhan Akhtar), "Best Cinematography" (Jason West)
- Star Screen Awards
  - "Best Supporting Actor" (Arjun Rampal), "Best Supporting Actress" (Shahana Goswami), "Most Promising Newcomer - Male" (Farhan Akhtar), "Best Editing" (Deepa Bhatia), "Best Cinematography" (Jason West), "Best Art Direction" (Shashank Tere)
- Apsara Awards
  - "Best Sound Recording" (Baylon Fonseca)
- Anandalok Awards
  - "Best Actress (Hindi)" (Prachi Desai)

## Sequel
Il sequel del film è uscito nel 2016 con il titolo Rock On 2, per la regia di Shujaat Saudagar.